# La Cluse-et-Mijoux
 La Cluse-et-Mijoux  es una comuna y población de Francia, en la región de Franco Condado, departamento de Doubs, en el distrito y cantón de Pontarlier.
Su población en el censo de 1999 era de 1.122 habitantes.
Está integrada en la Communauté de communes du Larmont .

## Demografía
| 868 | 877 | 902 | 911 | 1067 | 1122 |
| Para los censos de 1962 a 1999 la población legal corresponde a la población sin duplicidades (Fuente: INSEE [Consultar]) |     |     |     |      |      |